# Île Candlemas
L'île Candlemas (Candlemas Island en anglais, Isla Candelaria en espagnol, « l'île de la Chandeleur » en français) est une petite île inhabitée située dans l'archipel des îles Sandwich du Sud. Elle est distante de 4 km de l'île Vindication dont elle est séparée par le chenal Nelson.
Le nord-ouest de l'île est occupé par Lucifer Hill (littéralement la « colline de Lucifer »), un stratovolcan qui a montré des signes d'activités en 1911 et émit des coulées de lave entre 1953 et 1954. Les sommets des monts Andromède et Persée sont couverts de glaces en permanence. Le mont Andromède est le point le plus élevé de l'île et culmine à 550 m.

### Notes et références

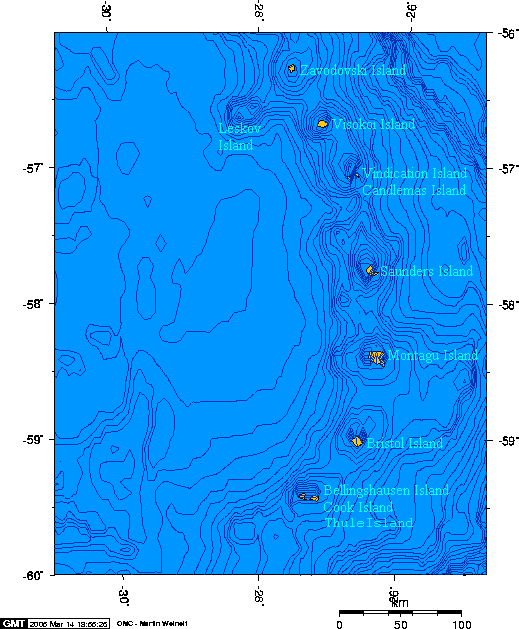
Carte des îles Sandwich du Sud